# Tchertkovo
Tchertkovo (en russe : Чертково), est une commune rurale (en russe : сельское поселение) de l'oblast de Rostov, en Russie, et le centre administratif du raïon de Tchertkovo. Sa population s'élevait à 10 802 habitants en 2013.

## Géographie
Tchertkovo est traversé en son centre par la ligne de chemin de fer du Caucase du Nord, qui relie Moscou aux grandes villes du sud de la Russie tel que Rostov-sur-le-Don, Sotchi ou Grozny. Le chemin de fer marque également la frontière entre la Russie et l'Ukraine, la Russie se situant à l'est, l'Ukraine à l'ouest, bien que la démarcation précise de la frontière se situe à quelques mètres des rails, sur la rue de l'Amitié entre les peuples, partagée entre les deux pays. Ainsi, Tchertkovo est divisée en deux parties, l'une russe, l'autre ukrainienne, qui porte le nom de Milove (en ukrainien : Мілове). Un point de passage frontalier pour piétons et un autre pour automobiles permet aux habitants de traverser la frontière,.

## Histoire
La date de fondation de Tchertkovo n'est pas connue avec précision. On attribue généralement la naissance de la ville à la période de construction de la ligne de chemin de fer entre Voronej et Rostov-sur-le-Don. Le 14 août 1869, une gare ferroviaire est inaugurée et nommée en l'honneur de l'ataman Mikhaïl Ivanovitch Tchertkov.

## Population
Recensements (*) ou estimations de la population
| 1926* | 1959* | 1970* | 1979*  | 1989*  |
| ----- | ----- | ----- | ------ | ------ |
| 2 242 | 9 104 | 9 399 | 11 303 | 10 751 |

| 2002*  | 2010*  | 2012   | 2013   | - |
| ------ | ------ | ------ | ------ | - |
| 11 029 | 10 814 | 10 981 | 10 802 | - |